# Larissa Barata
Larissa Maia Barata (Salvador, 30 de março de 1987) é uma ex-ginasta brasileira que competia ginástica rítmica. 
Larissa nasceu em Salvador, na Bahia e cresceu em Aracaju, em Sergipe, onde conheceu a ginástica rítmica no colégio.
Foi hexacampeã brasileira, conquistando títulos em 1998, 1999, 2000, 2001, 2002. Em 2001 foi campeã da Copa Quatro Continentes. Em 2003 passou a integrar a seleção brasileira de ginástica. Representou o Brasil em diversas competições internacionais. Participou em 2004 dos Jogos Olímpicos de Verão, em Atenas. Competiu também em campeonatos mundiais, incluindo o Campeonato Mundial de Ginástica Rítmica de 2010.